# جدران (فلم)
جدران هو فيلم رعب مصري من إخراج محمد بركة وبطولة درة، نيكولا معوض، هند عبد الحليم، فراس سعيد، أحمد بدير وحنان سليمان، صدر الفيلم على منصة واتش إت في 14 يوليو 2022.

## نبذه
تضطر ليلى إلى الإنتقال إلى منزل قديم بحثاً عن مستندات تثبت ملكيته لأمها، لكن هناك الكثير من المصاعب والمخاطر كانوا في إنتظارها لتكتشف حقائق صادمه تخص هذا البيت.